# Alfredo Whitaker Brown
Alfredo Gilberto Whitaker (Guápiles, Costa Rica, 1 de febrero de 1966) es un exfutbolista costarricense-caimanés que jugó como portero. Fue internacional con la selección de Islas Caimán. Es presidente de la Asociación de Fútbol de las Islas Caimán desde 2017.

## Trayectoria

### Futbolista
Fue jugador de las categorías inferiores del Deportivo Saprissa logrando alcanzar el equipo mayor, obteniendo su debut en la máxima categoría costarricense. Además pasó por equipos de Costa Rica como: A. D. Limonense, Municipal Pérez Zeledón C. S. Uruguay de Coronado. Después llegó a suelo hondureño donde militó en los clubes de C.D Victoria y el C. D. Social Vida, por último llegó a Islas Caimán donde militó con Scholars International.
Fue seleccionado a la selección de Islas Caimán, en el que tuvo su debut en un partido de la Clasificación de Concacaf para la Copa Mundial de Fútbol de 2002 de la primera ronda contra Cuba, alineado como titular disputó los 90 minutos recibiendo 4 anotaciones en la derrota 4-0. El 19 de marzo de 2000, jugó el partido de vuelta en buscar de avanzar, disputó nuevamente todo el encuentro contra Cuba en el empate 0-0, siendo eliminados en primera fase globalmente 4-0. 
Tuvo un partido amistoso contra Jamaica en el que recibió 6 anotaciones, siendo derrotados 0-6. Su cuarto y último partido fue contra Selección de fútbol de Trinidad y Tobago el 25 de febrero de 2001, disputó todo el compromiso en la derrota 0-3.

### Árbitro
Después de su paso como jugador pasó a ser árbitro en donde fue el juez principal en dos encuentros de la Clasificación de Concacaf para la Copa Mundial de Fútbol de 2006 y en la Clasificación de Concacaf para la Copa Mundial de Fútbol de 2010 en el que dirigió un partido. Además de la clasificación a la Copa del Caribe, ejerció su labor como arbitraje durante 8 años.

### Presidencia de la Asociación de Fútbol de las Islas Caimán
En el año 2017 fue candidato a la Asociación de Fútbol de las Islas Caimán, logrando obtener la presidencia. En 2022 fue reelegido hasta el año 2025.

## Clubes
| Club                      | País         | Año |
| ------------------------- | ------------ | --- |
| Deportivo Saprissa        | Costa Rica   | ?   |
| A. D. Limonense           | Costa Rica   | ?   |
| Municipal Pérez Zeledón   | Costa Rica   | ?   |
| C. S. Uruguay de Coronado | Costa Rica   | ?   |
| C. D. Victoria            | Honduras     | ?   |
| C. D. Social Social Vida  | Honduras     | ?   |
| Scholars International    | Islas Caimán | ?   |